# Markýz de Sade
Markýz de Sade, celým jménem Donatien Alphonse François, markýz de Sade (2. června 1740, Paříž, Francie – 2. prosince 1814, Charenton-le-Pont, Francie) byl francouzský šlechtic, autor řady zčásti pornografických, zčásti filosofických knih. Z jeho jména byl odvozen pojem sadismus.

## Život

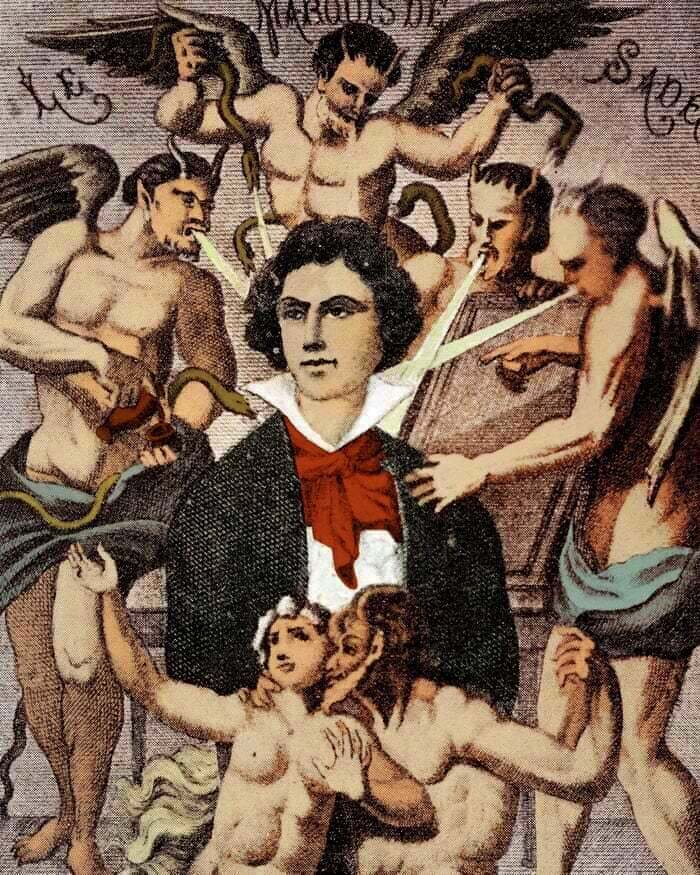
De Sade na kresbě

### Dětství a mládí
Pocházel ze starobylého jihofrancouzského šlechtického rodu. Jeho otcem byl hrabě Jean-Baptiste-François-Joseph de Sade a matkou Marie-Éléonore de Maillé de Carmen, která byla z příbuzenstva rodu Condé-Bourbon. Také proto se místem jeho narození stal pařížský palác Condé, kde vyrůstal až do roku 1744, kdy se dostal do konfliktu s princem Louis-Josephem de Bourbon a v důsledku toho bylo nutné místo jeho bydliště změnit. Odjel tedy ke své babičce do Avignonu, avšak kvůli svému chování ani zde dlouho nevydržel a byl poslán na zámek Saumane, který spravoval jeho strýc abbé de Sade.
Od svých 10 do 14 let navštěvoval v Paříži školu řádu jezuitů Lycée Louis-le-Grand, poté nastoupil do Školy lehké kavalerie ve Versailles a 5. prosince 1755 byl promován v hodnosti druhého poručíka Královské pěší gardy. V letech 1757–1763 se účastnil sedmileté války, ale hned po jejím skončení odešel z vojenských služeb.
Z důvodu tíživé finanční situace rodiny de Sade bylo nutné hledat finančně zaopatřenou nevěstu. Nejvhodnější se jevila Renée-Pélagie de Montreuil, s níž se také de Sade 17. května 1763 oženil. Rod de Montreuil neměl zdaleka takovou prestiž jako de Sade, ale byl o to bohatší, což v danou chvíli rozhodovalo.

### Jeanne Testardová – první skandál
Spořádaný manželský život však netrval dlouho. Již 18. října 1763 umožnil svým činem vznik prvního z řady skandálů, které měly následovat později. Do své chaty si nechal pozvat prostitutku Jeanne Testardovou. To samo o sobě pro muže jeho poměrů tolik výjimečné nebylo, de Sade se však nespokojil pouze s běžnými službami a nutil Testardovou snášet bičování. Ta se po události obrátila na policii a de Sade byl 29. října zatčen a ve Vincennes vězněn do 13. listopadu 1763, kdy král Ludvík XV. podepsal příkaz k jeho propuštění.

### Další skandály, soudní proces

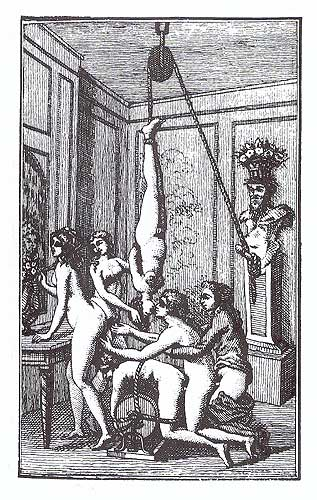
Ilustrace holandského vydání Julietty z roku asi 1800

3. dubna 1768 nabídl možnost přivydělat si žebračce Róze Kellerové. Ta nabídku přijala a odjeli spolu do jeho domku v Arcueil, kde došlo k libertinským hrátkám podle Sadových představ. Po tomto zážitku se Kellerová při první příležitosti dala na útěk a okamžitě o události informovala veřejnost. 10. června začal soudní proces u pařížského soudu v Tournelle, Kellerová však do té doby za 2400 liber a 7 louisdorů ve zlatě od Sadovy rodiny výpověď stáhla a Sade byl potrestán pouze pokutou ve výši 10 liber. Na základě lettre de cachet byl však až do 16. listopadu 1768 vězněn v Pierre-Encise.
Další událost, kterou si de Sade přivodil nemalé problémy, se stala na konci července 1772 v Marseille. Spolu se svým sluhou a dalšími pěti ženami pořádal v bytě jedné z účastnic – Marietty Borellyové – orgie a samozřejmě se neobešel bez biče. Nejhorší však bylo, že ženám podával kantharidin (přírodní jed působící v malém množství jako afrodisiakum, vyrábí se ze španělské mušky) a vinou neúměrného dávkování došlo u dvou z nich k vážným zdravotním problémům a de Sade byl poté viněn z úmyslného pokusu o otrávení.

### Útěky do Itálie a zatčení
Aby se vyhnul dalšímu zatčení, odjel se svým sluhou Latourem a švagrovou Anne-Prospére de Launay do Itálie. V té době – 11. října 1772 nejvyšší soud v Aix-en-Provence uznal Sada i jeho sluhu vinným ze zločinu travičství a sodomie. Oba byli odsouzeni k trestu smrti, ale z důvodu jejich nepřítomnosti došlo k vykonání popravy v zastoupení figurínami.
Madame de Montreuil, která už měla právě dost problémů se svým zetěm, využila svého vlivu k zařízení jeho zatčení v Itálii. Dle jejích představ měl být na náklady rodiny de Montreuil tiše vězněn až do smrti. 9. prosince byl de Sade opravdu zadržen a odvezen do pevnosti Miolans. 30. dubna 1773 se mu však podařilo přelstít dozorce a utekl zpět do Francie.
De Sade spolu se svou manželkou mohli poměrně v poklidu žít na svém zámku La Coste až do začátku roku 1775, kdy vyšly najevo další markýzovy hrůzné činy. Tentokrát se oběťmi jeho netradičních sexuálních praktik staly mladé dívky sloužící přímo u něj na zámku. 19. července se už situace zdála být neúnosná, a tak de Sade se svým sluhou opustili území Francie a příštích 12 měsíců trávili cestami po Itálii.

### Uvěznění
V létě 1776 se na La Coste vrátil a opět celkem nerušeně nějaký čas žil. Počátkem února 1777 byl markýz zrovna v Paříži, když byl dle lettre de cachet zatčen a odvezen do pevnosti Vincennes.
20. června 1778 byl eskortován do Aix-en-Provence, kde o dva dny později začalo soudní přelíčení případu z roku 1772. Výsledek byl pro Sada pozitivní – rozhodnutí na jehož základě byl před šesti lety odsouzen k smrti bylo nyní označeno za nesprávné. Byla mu vyměřena pouze pokuta ve výši 50 liber a zákaz pobytu v Marseille na tři roky. S tím si však markýz nemusel dělat starosti, jelikož příkaz na základě lettre de cachet stále platil, a tak byl opět zahájen převoz zpět do Vincennes. Sade věděl, že už by se z pevnosti nemusel dostat a tak během transportu utekl. Uchýlil se na svůj zámek, ale 26. srpna ho policie zadržela a uvěznila.
Z důvodu velmi špatného stavu bylo rozhodnuto o zrušení vězení ve Vincennes, a proto se markýz de Sade 29. února 1784 stěhoval do Bastily. Tím také začalo jeho tvůrčí období.

### Revoluce a propuštění
2. července 1789, v době předrevolučních nepokojů, začal de Sade křičet z okna své cely a vyzýval lid k útoku na pevnost. To samozřejmě nemohlo zůstat bez odezvy ze strany vedení věznice. To nechalo Sada převézt do blázince v Charentonu. O 12 dnů později k útoku na Bastilu opravdu došlo a vězni byli osvobozeni, de Sade však, jako blázen, zůstal v Charentonu zadržován až do 2. dubna 1790.
Po propuštění se musel vyrovnávat nejen s novými poměry ve společnosti, ale také se svojí finanční tísní. Tu se pokusil řešit dramatickou tvorbou, pro kterou měl slabost už od mládí, ale v této oblasti nikdy nezaznamenal žádný úspěch a bylo zřejmé, že se musí živit jinak. Přijal místo tajemníka jedné z pařížských sekcí – Section des Piques a počátkem roku 1793 se stal soudcem revolučního soudu.
27. července 1794 byl odsouzen k trestu smrti za to, že v roce 1791 hledal uplatnění v královské gardě. V den, kdy mělo k popravě dojít, se však uskutečnilo povstání proti Robespierrovi a tak Sade smrti těsně unikl. Nový režim ho po čase propustil.

### Ústavní péče a úmrtí
Poté, co se k moci dostal Napoleon Bonaparte, se Sadova situace v osobním životě začala poněkud zlepšovat. Ale ne na dlouho. V březnu 1801 byl opět zatčen. Tentokrát za vydání knih Justina a Julietta. Bylo rozhodnuto, že zbytek života stráví v ústavu v Charentonu.
Na konci roku 1814, ve věku 74 let, po celkem třinácti letech ve vězení, Sade v Charentonu umírá.

## Literární tvorba
Knižní a povídková tvorba markýze de Sade (podle roku ukončení práce na rukopisu):
- 1785 – 120 dnů Sodomy: škola libertinství
- 1787 – Nehody ctnosti aneb Justina, v dalších verzích z let 1791 a 1799
- 1788 – Alina a Valcour aneb filosofický román
- 1791 – Justina aneb prokletí ctnosti
- 1795 – Filozofie v budoáru aneb rozhovory o výchově mladých slečen
- 1797 – Julietta aneb zdar neřesti
- 1798 – Paulina a Belval aneb oběti zločinné lásky
- 1799 – Nová Justina
- 1800 – Zločiny lásky (povídky)
- 1800 – Povídky, příběhy a historky (povídky)
- 1800 – Zoloé a její dva ministranti
- 1807 – Dny na Florbelle aneb odhalená příroda
- 1812 – Adelaida z Brunswicku, princezna saská
- 1813 – Markýza de Gange
- 1814 – Tajná historie Isabelly Bavorské

### Zničené nebo ztracené
- Konrád aneb blouznící žárlivec
- Marcel aneb františkán

## Charakteristika díla
Po celé 19. století byl zapomenut a jeho tvorba byla znovuoživena až počátkem 20. století, vydání většiny ze svých knih se nedočkal. Celým jeho dílem se vine nejen popis opravdu nejrůznějších úchylek – korunovaný sadismem – ale také statě větší mírou filozofické, menší dokonce politické. Zatímco ty druhé působí již zastarale, první, filozofické jsou až obdivuhodně nadčasové a nejen to; jsou nesmírně přesné a výstižné, co se zachycení opravdové povahy člověka jako živočišného druhu týče. Na tomto místě nelze nepojmout podezření, že pravým a skutečným důvodem pronásledování autora nebyla jeho sexuální patologie (kterou ostatně neměl mnoho příležitostí realizovat), ale spíše fakt, že popisoval jenom ty jevy, které všude ve svém okolí viděl. Nedostatkem většiny jeho nakladatelů bylo, že jen velice zřídka došlo k vydání některé z knih v podobě, jakou měla původně. Ta „intelektuálská“ vydání pomíjela lechtivý erotický obsah, který naopak naplňoval lascívní edice komerčních vydavatelů literární pornografie. A proto snad zůstává Sade ještě i dnes zhusta nepochopen a nedoceněn v pravém významu svého díla.
O rozporuplnosti v chápání jeho díla svědčí i zajímavý fakt, že Sadův poválečný nakladatel v Paříži, Pauvert, který měl mimochodem v úmyslu vydat ve 24 svazcích kompletní jeho tvorbu, stanul roku 1956 před soudem a byl nucen se z tohoto počinu zodpovídat. Do Anglie a USA se v té době dostávaly některé již vydané tituly po dvou, třech stránkách vložených do obyčejných dopisních obálek, aby unikly cenzuře.
Překlady názvů nebyly vždy jednotné, takže Justina se nazývala též Prokletí ctnosti, Nehody ctnosti, Julietta též Slasti neřesti, Zdar neřesti, Slasti a neřesti, 120 dnů Sodomy bývala Škola libertinství, Škola libertináže, čímž se někdy plete s Filozofií v budoáru.
Román 120 dnů Sodomy vydala agentura Cesty, Praha 1992 zřejmě jako vůbec první. Vázaná a černobíle ilustrovaná kniha s číslovanými výtisky působí jako opravdový skvost pro bibliofily. Jedná se o překlad z němčiny, ne přímo z francouzského originálu. Jazyk překladatele Arnošta Wolfa je vytříbený a barvitý. Vedle „Filosofie“ obsahuje jako jediná vše bez cenzury, tedy to, co do ní autor vložil. Dodejme však, že ji de facto „z provozních důvodů“ nestačil dokončit, dokončen je pouze 1 svazek ze 4, ostatní obsahují – jakoby ve filmové zkratce – náčrty dalších dějů. Mají podrobně popisovat ta nejkrutější mučení končící pravidelně smrtí, jaká byla v autorových časech známa. Vznikla za věznění Sada v Bastile, po jeho převozu si ji nestačil z úkrytu vyzvednout, což „oplakal krvavými slzami“. Je zjevné, že ji psal jen sám pro sebe a neuvažoval o její publikaci. Byla však strážci nalezena a po peripetiích vydána tiskem teprve až za 120 let; a to v německém překladu (Iwan Bloch 1904, Berlín). Číst ji začátkem 90. let znamenalo, že člověk jakoby poznával svoji dobu. Čtyři velcí zločinci s postavením (mj. soudce, bankéř...) se spolčí k páchání nejodpornějších perverzí a zvěrstev v jistotě své další beztrestnosti.
Další vázané vydání velkého formátu a s barevnými ilustracemi vydalo nakladatelství Návrat, Brno 1993. A zde už se překládalo přímo z francouzštiny.
Další vydání: Cesty, Praha 2000, Levné Knihy, Praha 2006, 2010, XYZ, Praha 2009 (ilustrovaná, 20x26 cm), s předmluvou MUDr. Radima Uzla
Justina čili prokletí ctnosti, vydáno 1932 Jindřichem Štyrským v Praze jako soukromý tisk v edici 69, překlad Quido Palička, s barevnými ilustracemi malířky Toyen, 128 str. Reprint Torst, Praha 2003.
První verzi (ze které vychází tento překlad) stvořil autor jako Nehody ctnosti, poté přepracoval jako Justinu a nakonec rozšířil na čtyřsvazkový román Nová Justina, součást 10-svazkového díla; přičemž ostatních 6 svazků tvořila Julietta. Celé dílo bylo vyzdobeno přibližně 100 černobílými rytinami.
Další vydání: Cesty, Praha 1990, sešit, Concordia 1990, K22a, Brno 1990, Comet, Praha 1991, 52 původních čb rytin, Adonai, Praha 2002, Levné Knihy, Praha 2010.
Filosofie v boudoiru, vydáno 1929 Praha, soukromý tisk, vazba z bílé vepřoviny, 108 str., 13 cm na výšku. Neúplný překlad prvních čtyř dialogů, ostatní 3 chybí.
Další vydání: Filosofie v budoáru, Matka uloží četbu dceři, Concordia, Praha 1995 (rovných 200 let po napsání rukopisu). Vydal MUDr. Aleš Pech (zemřel 2002), který rovněž dílo z francouzštiny přeložil – stejně jako o několik let dříve Nehody ctnosti. Náklad byl 1795 výtisků, což koresponduje přesně s rokem dokončení rukopisu. Jedná se o nezkrácenou verzi obsahující známé provolání „Francouzi, ještě trochu úsilí, chcete-li být republikány“ – to se vydává obvykle samostatně, jak to ostatně i nakladatelství Concordia v r. 1991 udělalo. Nejsou zde ilustrace. Kniha se skládá celkem ze sedmi didaktických dialogů, které mají poučit o chodu světa 15letou Eugenii.
Julietta, pokračování Justiny, vydáno 1930 jako soukromý tisk J. Pickou v edici Olisbos s 12 černobílými původními rytinami, 212 str. Reprint pochází od LEGE ARTIS, Praha 1998.
Další vydání: Julietta čili slasti neřesti, Cesty, Praha 1991, sešit, Dybbuk, Praha 2007, Levné Knihy, Praha 2010, Příběh Julietty I-VI, Concordia, Praha.
Zoloé a její dvě pomocnice, Odeon, Praha 1927, 75 str. Další vydání: Votobia, Praha 1997, Levné Knihy, Praha 2008.
Poslední 3 díla (z let 1812–1814) nejsou romány erotické, nýbrž historické, jelikož de Sade se koncem života přiklonil k této zájmové oblasti. Co se týče povídkové tvorby, neúplné a různě „nastavované“ výbory sestavili jak němečtí tak čeští nakladatelé, např.:
- Leonora a Klementina, Jaroslav Korel, Praha 1936, 155 str. Další vydání: Paseka, Praha 1992, Volvox Globator, Praha 2008. Jedná se jen o dvě kapitoly z „Alina a Valcour“.
- Rozhovor kněze & umírajícího a další ateistické texty, Concordia, Praha 1998.
- Kruté morality – výbor z povídek, který tvoří zhruba polovina těch, které autor nezařadil do žádné ze svých 2 sbírek, Aurora, Praha 1997.
- Povídky, Dybbuk 2009.

Jiné knihy od de Sade nebyly v českém překladu vydány anebo se jednalo o soukromé tisky. Pro úplnost dodejme, že občas zmiňované dílo Valmor a Lydia je obsahově stejné jako Alzonde a Korandin a, jak praví sám markýz: „...obě mají děj doslova vykradený z příběhu Sainville a Léonore. Tvoří zhruba tři díly mého románu Alina a Valcour“.
Nakladatelství Concordia vydalo postupně 3 Sadovy romány, jednu sbírku povídek a již zmíněné provolání; tedy jeho produkce je nejucelenější. A to nehledě k životopisu autora od Lelyho. Na obálce Filosofie je navíc uveden záměr vydat ještě další Sadova díla, avšak vinou předčasné smrti překladatele A. Pecha (v 45 letech) zůstal již nenaplněn.
Sade je znám také jako autor mnoha divadelních her, ostatně se po celý život snažil uplatnit jako dramatik, vidě právě v divadle místo svojí seberealizace. Z valné většiny se mu to ale nepodařilo.

## Literární zpracování
Postava Markýze de Sade se nejednou stala námětem literárního zpracování. Za jednu z hlavních románových postav si ji vybral např. Nikolaj Frobenius v románu Latourův katalog aneb komorník markýze de Sade (česky 2008, překl. Ondřej Vimr).

### Životopisná díla o Sadovi (vydaná po roce 1989)
- František Kožík: Černé slunce, Winston Smith, Praha 1992, Andrej Šťastný, Praha 2009
- Gilbert Lely: Sade. Studie o jeho životě a díle, Concordia, Praha 1994
- Jindřich Štyrský: Život markýze de Sade, KRA, Praha 1995
- Donald Thomas: Markýz de Sade, Jota, Brno 1997
- Thomas Moore: Temný Eros, Portál, Praha 2001
- Pierre Klossowski: Sade můj bližní, Herrmann & synové, Praha 2004
- Sybille Knauss: Markýza de Sade, román jednoho manželství, Ikar, Praha 2008

## Filmy

### Biografie
- Markýz de Sade (De Sade), USA 1969
- Markýz de Sade (Il Marcheze de Sade), italský film z 90. let, pornoverze
- Sade (Sade), Francie 1999
- Quills – Perem markýze de Sade (Quills), USA/Německo 2000

První v seznamu, popisuje de Sadův život nejvěrohodněji, trvá skoro 2 hodiny. Poslední dva tvoří jen výseky z jeho života, a zvláště co se okolností jeho smrti týče, jsou založené na dohadech a spekulacích.

### Adaptace některých Sadových děl
- Justina (Marquis de Sade's Justine) – 1968, v hlavních rolích Klaus Kinski jako Sade a Romina Power jako Justina. Režie Jess Franco.
- Filosofie v budoáru – 1970, děj je převeden do současnosti roku 1970
- Eugenie...the Story of... – koprodukce více států 1970, režie Jess Franco
- Justýna de Sade (Justine de Sade) – Francie/Itálie/Kanada 1972
- Justine (Justine) – britské zpracování stěžejního díla. Oproti předloze značně pozměněno, bez krutých detailů. (V české distribuci – CČV)
- Eugenie de Sade (Eugenia), Lichtenštejnsko/Francie 1975, režie Jess Franco
- Saló aneb 120 dnů sodomy (Saló e le 120 Giornati di Sodoma) – Francie/Itálie 1975, podobně jako film Caligula, je uváděn v několika verzích, lišících se vzájemně délkou: 90, 108, 112 a 146 min. Nejkratší je radikálně prostříhána, nejdelší je velice obtížné získat – pravděpodobně nebyla uvolněna do veřejné distribuce. Děj je přenesen do válečné Itálie, konkrétně loutkové republiky Saló. Od dokončení filmu museli producenti absolvovat 12 let soudních tahanic, nežli evropská cenzura povolila snímek, a to za určených podmínek, promítat v kinech.